# Championnat du Bénin de football 2023-2024
Navigation
Édition précédente Édition suivante
La saison 2023-2024 du Championnat du Bénin de football est la quarante-quatrième édition de la Ligue 1, le championnat national de première division au Bénin. Le tenant du titre est le Coton Sport FC Ouidah.

## Déroulement de la saison
Le championnat se déroule suivant les mêmes modalités que la saison précédente.
Les 34 équipes de la saison passée sont rejoints par deux promus portant le nombre de participants à 36 équipes. Elles sont réparties dans 4 groupes régionaux, les quatre premiers de poule se qualifient pour la Super Ligue Pro, qui déterminera le champion du Bénin et les qualifications pour les compétitions continentales.
Le tenant du titre Coton Sport FC Ouidah remporte de nouveau le championnat en terminant à la première place de la Super Ligue Pro, c'est le 3e titre de champion du Bénin du club.

## Participants
- Association sportive Dragons Football Club de l'Ouémé
- Association Sportive Tonnerre Football Club de Bohicon
- Ayema FC
- Panthères Football Club
- Réal Sports de Parakou Football Club
- JA Kétou
- Association sportive du port autonome de Cotonou
- Buffles du Borgou Football Club
- AS Sobemap
- Loto-Popo FC
- Béké Football Club
- Dynamo Football Club
- Jeunesse Sportive de Pobè
- AS de la Vallée de l'Ouémé Football Club
- Aziza FC
- AS Takunnin de Kandi
- AS Cavaliers
- Dynamique FC
- Coton Sport FC
- Espoir FC Savalou
- Dynamo FC d'Abomey
- Dadjè FC
- Damissa FC
- Hodio FC
- AS Cotonou
- Adjidja FC
- Requins de l'Atlantique Football Club
- OFMAS-SAD FC est renommé Aïnonvi FC
- AS Police
- Avrankou Omnisport
- Bani Gansè FC
- JS Ouidah
- Djeffa FC
- Soleil FC
- Abeilles FC - Promu
- Etoiles Filantes Omnisports - Promu

## Compétition
Le classement est établi sur le barème de points suivant : victoire à 3 points, match nul à 1, défaite à 0.

### Classement Zone A
| Rang | Équipe               | Pts | J  | G | N  | P | Bp | Bc | Diff |
| ---- | -------------------- | --- | -- | - | -- | - | -- | -- | ---- |
| 1    | Damissa FC           | 32  | 16 | 9 | 5  | 2 | 25 | 8  | +17  |
| 2    | Bani Gansè FC        | 30  | 16 | 8 | 6  | 2 | 22 | 10 | +12  |
| 3    | AS Cavaliers         | 24  | 16 | 6 | 6  | 4 | 15 | 8  | +7   |
| 4    | AS Takunnin de Kandi | 24  | 16 | 6 | 6  | 4 | 16 | 16 | 0    |
| 5    | Buffles du Borgou    | 22  | 16 | 5 | 7  | 4 | 14 | 10 | +4   |
| 6    | Dynamique FC         | 16  | 16 | 3 | 7  | 6 | 8  | 15 | -7   |
| 7    | Panthères de Djougou | 15  | 16 | 3 | 6  | 7 | 9  | 17 | -8   |
| 8    | Dynamo FC Parakou    | 13  | 16 | 1 | 10 | 5 | 7  | 20 | -13  |
| 9    | Béké FC              | 11  | 16 | 2 | 5  | 9 | 13 | 25 | -12  |

|  | Qualification pour la Super Ligue Pro |

### Classement Zone B
| Rang | Équipe             | Pts | J  | G  | N | P  | Bp | Bc | Diff |
| ---- | ------------------ | --- | -- | -- | - | -- | -- | -- | ---- |
| 1    | Dadjè FC           | 35  | 16 | 11 | 2 | 3  | 29 | 15 | +14  |
| 2    | Loto-Popo FC       | 31  | 16 | 9  | 4 | 3  | 28 | 16 | +12  |
| 3    | Dynamo FC d'Abomey | 30  | 16 | 9  | 3 | 4  | 17 | 14 | +3   |
| 4    | Espoir FC Savalou  | 26  | 16 | 8  | 2 | 6  | 15 | 11 | +4   |
| 5    | AS Tonnerre FC     | 22  | 16 | 6  | 4 | 6  | 15 | 18 | -3   |
| 6    | Abeilles FC P      | 21  | 16 | 5  | 6 | 5  | 16 | 17 | -1   |
| 7    | Soleil FC          | 14  | 16 | 3  | 5 | 8  | 13 | 22 | -9   |
| 9    | Hodio FC           | 11  | 16 | 2  | 5 | 9  | 10 | 19 | -9   |
| 9    | Réal Sport FC      | 8   | 16 | 1  | 5 | 10 | 8  | 19 | -11  |

|  | Qualification pour la Super Ligue Pro |
|  | P Promu                               |

### Classement Zone C
| Rang | Équipe                           | Pts | J  | G  | N | P  | Bp | Bc | Diff |
| ---- | -------------------------------- | --- | -- | -- | - | -- | -- | -- | ---- |
| 1    | Coton Sport FC Ouidah T          | 33  | 16 | 10 | 3 | 3  | 26 | 12 | +14  |
| 2    | AS Port Autonome Cotonou         | 30  | 16 | 9  | 3 | 4  | 20 | 15 | +5   |
| 3    | AS Cotonou                       | 30  | 16 | 8  | 6 | 2  | 17 | 10 | +7   |
| 4    | Requins de l'Atlantique          | 29  | 16 | 8  | 5 | 3  | 18 | 10 | +8   |
| 5    | Adjidja FC                       | 21  | 16 | 7  | 0 | 9  | 18 | 16 | +2   |
| 6    | Etoiles Filantes Omnisports FC P | 18  | 16 | 5  | 3 | 8  | 11 | 19 | -8   |
| 7    | AS Police                        | 15  | 16 | 4  | 3 | 9  | 15 | 24 | -9   |
| 8    | Aïnonvi FC                       | 13  | 16 | 2  | 7 | 7  | 8  | 17 | -9   |
| 9    | Aziza FC                         | 10  | 16 | 2  | 4 | 10 | 11 | 21 | -10  |

|  | Qualification pour la Super Ligue Pro |
|  | P Promu                               |

### Classement Zone D
| Rang | Équipe                        | Pts | J  | G | N | P  | Bp | Bc | Diff |
| ---- | ----------------------------- | --- | -- | - | - | -- | -- | -- | ---- |
| 1    | Ayema FC                      | 32  | 16 | 9 | 5 | 2  | 14 | 7  | +7   |
| 2    | AS Sobemap                    | 28  | 16 | 8 | 4 | 4  | 17 | 11 | +6   |
| 3    | Jeunesse Sportive de Pobè     | 27  | 16 | 8 | 3 | 5  | 20 | 13 | +7   |
| 4    | AS Dragons de l'Ouémé         | 27  | 16 | 7 | 6 | 3  | 21 | 9  | +12  |
| 5    | AS de la Vallée de l'Ouémé FC | 22  | 16 | 5 | 7 | 4  | 13 | 12 | +1   |
| 6    | JA Kétou                      | 21  | 16 | 5 | 6 | 5  | 21 | 25 | -4   |
| 7    | JS Ouidah                     | 16  | 16 | 3 | 7 | 6  | 13 | 17 | -4   |
| 8    | Avrankou Omnisport            | 14  | 16 | 3 | 5 | 8  | 15 | 22 | -7   |
| 9    | Djeffa FC                     | 6   | 16 | 1 | 3 | 12 | 10 | 28 | -18  |

|  | Qualification pour la Super Ligue Pro |

### Super Ligue Pro
Les quatre premiers de chaque zone sont qualifiés pour la Super Ligue Pro. Les clubs d'une même zone ne se rencontrent pas lors de la Superligue.
| Rang | Équipe                   | Pts | J  | G  | N  | P  | Bp | Bc | Diff |
| ---- | ------------------------ | --- | -- | -- | -- | -- | -- | -- | ---- |
| 1    | Coton Sport FC Ouidah T  | 51  | 24 | 15 | 6  | 3  | 26 | 10 | +16  |
| 2    | Dadjè FC                 | 47  | 24 | 14 | 5  | 5  | 30 | 19 | +11  |
| 3    | Loto-Popo FC             | 51  | 24 | 11 | 9  | 4  | 26 | 14 | +12  |
| 4    | Bani Gansè FC            | 39  | 24 | 11 | 6  | 7  | 28 | 23 | +5   |
| 5    | AS Dragons de l'Ouémé    | 36  | 24 | 10 | 6  | 8  | 20 | 20 | 0    |
| 6    | Dynamo FC d'Abomey       | 33  | 24 | 8  | 9  | 7  | 28 | 26 | +2   |
| 7    | Damissa FC               | 32  | 24 | 9  | 5  | 10 | 28 | 25 | +3   |
| 8    | AS Port Autonome Cotonou | 31  | 24 | 7  | 10 | 7  | 16 | 19 | -3   |
| 9    | AS Cavaliers             | 30  | 24 | 7  | 9  | 8  | 27 | 26 | +1   |
| 10   | Espoir FC                | 30  | 24 | 8  | 6  | 10 | 21 | 23 | -2   |
| 11   | AS Sobemap               | 28  | 24 | 6  | 10 | 8  | 23 | 26 | -3   |
| 12   | AS Takunnin de Kandi     | 26  | 24 | 7  | 5  | 12 | 20 | 28 | -8   |
| 13   | AS Cotonou               | 25  | 24 | 6  | 7  | 11 | 22 | 27 | -5   |
| 14   | Ayema FC                 | 24  | 24 | 6  | 6  | 12 | 16 | 22 | -6   |
| 15   | JS de Pobè               | 24  | 24 | 6  | 6  | 12 | 18 | 30 | -12  |
| 16   | Requins de l'Atlantique  | 20  | 24 | 3  | 11 | 10 | 19 | 30 | -11  |

|  | Qualification pour la Ligue des champions de la CAF 2024-2025 |
|  | Qualification pour la Coupe de la confédération 2024-2025     |

## Bilan de la saison
| Championnat du Bénin de football 2023-2024 |                                  |
| Champion                                   | Coton Sport FC Ouidah (3e titre) |
| Qualifications continentales               |                                  |
| Ligue des champions de la CAF 2024-2025    | Coton Sport FC Ouidah            |
| Coupe de la confédération 2024-2025        | Dadjè FC                         |
| Promotions et relégations                  |                                  |
| Promus en Ligue 1                          | Sitatunga FC                     |
| Promus en Ligue 1                          | BOA de Gnanro Kperou FC          |
| Relégués en Ligue 2                        | Soleil FC                        |
| Relégués en Ligue 2                        | Djeffa FC                        |